# Salm-Reifferscheid-Dyck
Salm-Reifferscheid-Dyck fu una piccola contea del Sacro Romano Impero. Il suo territorio corrispondeva alle aree attorno al castello di Dyck, a Sud-Est di Mönchengladbach, nell'attuale regione della Renania Settentrionale-Vestfalia, in Germania. Salm-Reiferscheid-Dyck derivò da una partizione del Salm-Reifferscheid e venne annesso dal Primo Impero francese durante le guerre rivoluzionarie francesi nel 1811.
La contea venne mediatizzata al Regno di Prussia nel 1816, ed il titolo di Salm-Reifferscheid-Dyck divenne un titolo di rango principesco tre anni più tardi. All'estinzione della linea comitale nel 1888, il titolo venne ereditato dai principi di Salm-Reifferscheid-Krautheim.
L'intero titolo nobiliare era «Principe Imperiale di Salm, Duca di Hoogstraten, Wildgravio di Dhaun e Kyrburg, Renegravio di Stein, Signore di Diemeringen e Anholt».

## Conti e Principi di Salm-Reifferscheid-Dyck (1639 - 1888)
| Ernesto Salentino - Conte dal 1639 al 1684 (1621 - 1684), secondo figlio di Ernesto Federico di Salm-Reifferscheidt |  |                                                                        |  |                                                                                         |
| |  | Francesco Ernesto - Conte dal 1684 al 1727 (1659 - 1727)               |  |                                                                                         |
| |  |                                                                        |  |                                                                                         |
| |  |                                                                        |  | Augusto Eugenio Bernardo - Conte dal 1727 al 1767 (1706 - 1767)                         |
| |  |                                                                        |  |                                                                                         |
| |  | Giovanni Francesco Guglielmo - Conte dal 1767 al 1775 (1714 - 1775)    |  |                                                                                         |
| |  |                                                                        |  |                                                                                         |
| |  |                                                                        |  | Giuseppe Francesco - Conte dal 1775 al 1806 e I Principe dal 1816 al 1861 (1773 - 1861) |
| |  |                                                                        |  |                                                                                         |
| |  | Francesco Giuseppe Augusto di Salm-Reifferscheidt-Dyck - (1775 - 1826) |  |                                                                                         |
| |  |                                                                        |  |                                                                                         |
| |  |                                                                        |  | Alfredo Giuseppe Clemente - Conte e II Principe dal 1861 al 1888 (1811 - 1888)          |
| |  |                                                                        |  |                                                                                         |